# Jon Midttun Lie
Jon Midttun Lie (Sandefjord, 10 dicembre 1980) è un calciatore norvegese, centrocampista del Fram Larvik.

## Carriera

### Club
Midttun Lie debuttò nella 1. divisjon con la maglia del Sandefjord, subentrando a Per Martin Haugen nella sconfitta per 3-1 sul campo del Tromsdalen, in data 10 maggio 2000. Segnò la prima rete nello stesso anno, il 6 agosto, nella vittoria per 3-0 contro il Tromsdalen.
In seguito passò allo Start, squadra per cui poté esordire nella Tippeligaen il 10 aprile 2005, nella vittoria per 3-1 sul Lillestrøm. Il 22 maggio dello stesso anno, segnò la prima rete nella massima divisione norvegese, nel successo per 3-2 sul Brann.
Nel 2008, firmò per il Lillestrøm. Il primo incontro con questa maglia lo giocò il 30 marzo, nel pareggio per 1-1 contro il Tromsø. L'anno seguente fu ceduto, con la formula del prestito, al Sogndal. Con la squadra, militante in Adeccoligaen, giocò 22 partite, la prima delle quali il 7 aprile 2009, nel pareggio per 2-2 contro lo Hønefoss. Il 18 agosto segnò l'unica rete, in campionato, per il Sogndal: andò in gol nel successo per 2-1 contro lo HamKam.
Nel 2010, firmò per il Fram Larvik.